# Frukost i det gröna (film)
Frukost i det gröna (franska: Le déjeuner sur l'herbe) är en fransk komedifilm från 1959 i regi av Jean Renoir, med Paul Meurisse, Fernand Sardou och Catherine Rouvel i huvudrollerna. Den handlar om en biologiprofessor som har uppfunnit en metod för konstgjord insemination och kandiderar till posten som Europas president. För att fira att han nyss har förlovat sig bjuder han sina vänner och kolleger på picknick, men blir utsatt för upptåg från naturväsen. Filmens titel är tagen från målningen med samma namn av Édouard Manet.
Filmen släpptes i Frankrike 11 november 1959 och hade 757 024 besökare. Det gick upp på svensk bio 4 juli 1960.

## Medverkande
- Paul Meurisse som Etienne Alexis
- Catherine Rouvel som Nenette
- Jacqueline Morane som Titine
- Fernand Sardou som Nino
- Jean-Pierre Granval som Ritou
- Robert Chandeau som Laurent
- Micheline Gary som Madeleine, Laurents hustru
- Frédéric O'Brady som Rudolf
- Ghislaine Dumont som Magda, Rudolfs hustru
- Ingrid Nordine som Marie-Charlotte von Werner
- Charles Blavette som Gaspard
- Jean Claudio som Rousseau
- Paulette Dubost som fröken Forestier

## Mottagande
Luc Arbona på Les Inrockuptibles skrev 2006: "Med sin titel som doftar av champagne och av det impressionistiska måleriet, kan man tänka sig Frukost i det gröna som en 50-talsremake i technicolor av Utflykt på landet. Fel! Renoir fullbordar här en extraordinär pamflett där han gestaltar framstegets kolportörer som skiter fullständigt i världen, i naturen och bara bryr sig om säkerhet, renlighet och standardisering." Arbona fortsatte: "Frukost i det gröna är inte någon simpel appell från miljörörelsen. ... Munter och fullspäckad med satir är Frukost i det gröna lysande profetisk. Fyrtiofem år senare har dessa framstegsbesatta, dessa reklambyråsapostlar som bara har det politiskt korrekta för läpparna, tagit makten och leder dansen." François Gorin skrev i Télérama 2010 i samband med att filmen gick på fransk TV: "Renoir på den provensalska landsbygden, det är lite som om Guitrys figurer skulle vandra in hos Pagnol. Men filmens allmänna stil ligger närmare den i Min onkel, av Jacques Tati, utgiven året före."